# Nebigasto
Nebigasto (em latim: Nebigastes) foi um príncipe camavo do século IV.

## Vida
Nos anos que se seguiram a 350, problemas internos, assassinatos e guerras imperiais e civis levaram à retirada das tropas romanas da Fronteira da Germânia e encorajaram os povos germânicos, francos e alamanos, a incursionarem o Império Romano. Os camavos, um dos povos que compunham a liga dos francos, enviaram tropas comandadas por Nebigasto, filho do rei, para saquear a Germânia Inferior. Porém suas tropas foram interrompidas pelo sálio Carietão, que leva Nebigasto prisioneiro. Depois, o césar Juliano lidou com os reis francos e negociou uma troca de prisioneiros, incluindo Nebigasto, conquanto os francos saíssem do solo romano.
Godefroid Kurth considerou que o rei camavo, pai do príncipe capturado, chamava-se Nebigasto, enquanto Christian Settipani afirmou que era o nome do príncipe; é possível que pai e filho tivessem o mesmo nome. Jean Pierre Poly apresentou a hipótese, com base na onomástica, que havia estreita relação entre Nebigasto e Arbogasto, o mestre dos soldados de origem franca que esteve ativo entre 385-394. Poly também sugeriu que um suposto indivíduo chamado Baudão (diminutivo de Baudogasto) era um parente próximo de Nebigasto e possivelmente era irmão de Bautão.